# Leopoldo II de Austria (Babenberg)
Leopoldo II (1050-12 de octubre de 1095), conocido también como Leopoldo el Justo (en alemán: Luitpold der Schöne), miembro de la Casa de Babenberg, fue Margrave de Austria desde 1075 hasta su muerte. Seguidor de las Reformas gregorianas, fue uno de los principales rivales del rey alemán Enrique IV durante la Querella de las Investiduras.

## Vida
Leopold el Justo nació en 1050, hijo del Margrave Ernesto de Austria y su mujer Adelaida de Eilenburg, hija del margrave Wettin Dedo I de Lusacia. Su familia, los Babenberg habían gobernado la Marca de Austria desde su bisabuelo Leopoldo I en 976.
Leopoldo II sucedió a su padre como margrave en junio de 1075, en el momento en que estallaba la querella de las investiduras entre Enrique IV y el papa Gregorio VII. Apoyó primero al monarca alemán, y permaneció en su corte incluso después de la humillación de Canossa en enero de 1077. Sin embargo, cambió de bando influido por su esposa Ida y el Obispo Altmann de Passau, defensor del papa, que fue expulsado de su diócesis por Enrique en 1078. Altmann huyó a Austria y Leopoldo tuvo que afrontar la invasión de las tropas reales al año siguiente, lo que supuso su ruptura final con el rey.
En verano de 1081, mientras Enrique IV estaba en Italia, Leopoldo apoyó la elección de Hermann de Salm como antirrey y asistió a una dieta austriaca en Tulln donde se desvinculó oficialmente de Enrique. Posteriormente, fue depuesto por el rey, que entregó su estado a su vasallo Bratislao II de Bohemia. El duque Premislida invadió Austria y venció a Leopoldo en la Batalla de Mailberg en 1082, de la que el Margrave salió con vida por poco. Finalmente, consiguió recuperar su posición, mientras que Bratislao fue elevado a un Rey de Bohemia en 1085. Leopoldo perdió algunos territorios en Moravia meridional al norte del río Thaya, gobernados por el príncipe Luitpold de Znojmo, que, por otra parte, era yerno suyo.

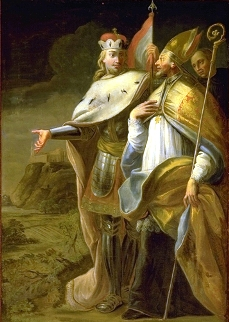
Leopold II y el Abad Sigibold de Melk, fresco de c. 1745en la abadía de Mek

Mientras el Obispo Altmann de Passau estuvo en Austria, el margraviato obtuvo una posición principal en promover las Reformas gregorianas, eliminando los matrimonios de los clérigos o los conceptos de iglesias propias. Altmann introdujo las reformas Cluniacenses en la abadía de Kremsmünster Abadía y en 1083 estableció el monasterio agustino de Göttweig cerca de Krems. En 1089, el Margrave Leopoldo contribuyó a pagar la construcción de la abadía de Melk en la región de Wachau concediendo tierras sobre las orillas del Danubio para el monasterio. Las ruinas del castillo de Gars amp Kamp, la última residencia margravial de Leopold, están a unos 68 kilómetros.

## Matrimonio e hijos
En 1065 Leopoldo se casó con Ida (1055-1101), una condesa bávara de Formbach (Vornbach). Ida era hija  del conde Rapoto IV y Matilda y pariente del Arzobispo Thiemo de Salzburg. Se cree que murió durante la Cruzada de 1101. Tuvieron un hijo:
- Leopoldo III (1073-1136), que sucedió a su padre como margrave,

Así como seis hijas:
- Adelaida (m. después de 1120), casada con el conde Theoderic II de Formbach
- Elizabeth (m. 1107), casada con el Margrave Ottokar II de Estiria
- Gerberga (m. 1142), casada con el duque Bořivoj II de Bohemia
- Ida, casada con el príncipe Premislida Luitpold de Znojmo
- Euphemia, casada con el conde Conrado I de Peilstein
- Sophia (m. 1154), casada con Enrique de Eppenstein, duque de Carinthia de 1090 a 1122, y posteriormente con el conde Siegardo X de Burghausen.